# TAI Şimşek
TAI Şimşek je radio-upravljana bespilotna letjelica velike brzine s turbomlaznim pogonom koju je dizajnirala, razvila i izgradila Turkish Aerospace Industries (TAI) između 2009. i 2012. za potrebe Turskih oružanih snaga. Şimşek je turska riječ za munju.

## Pregled
Razvoj TAI Şimşeka započeo je 2009. godine, a njegov prototip predstavljen je javnosti na Međunarodnom sajmu obrambene industrije (IDEF '09) iste godine. Bespilotna letjelica obavila je svoj prvi let 4. kolovoza 2012.
TAI Şimşek simulira neprijateljske zrakoplove i projektile za obuku iz zraka-zrak, zemlja-zrak, protuzrakoplovnog topništva i praćenja i gađanja raketnih sustava. Izgleda kao taktički zračni mamac (TALD), koji se koristi za zbunjivanje i zasićenje neprijateljske protuzračne obrane.
Korisni teret TAI Şimşeka sastoji se od sljedećih značajki:
- Pasivni radarski pojačavač presjeka - Luneburgova leća
- Pasivni IR potpis
- Indikator promašene udaljenosti (MDI)
- Sustav za doziranje protumjera
- Generator dima za praćenje

Dron se lansira iz katapulta i izvlači padobranom. Može poletjeti i njime se može upravljati s brodova mornarice.

## Tehnički podaci
- Posada: 0
- Raspon krila: 1,50 m

### Performanse
- Najveća brzina: 740 km/h (400 čv)
- Izdržljivost: 60 min
- Visina lea: 4500 m